# Aristarque de Thessalonique
Pour les articles homonymes, voir Aristarque.
Aristarque, « Macédonien de Thessalonique », est un des premiers chrétiens mentionné dans quelques passages isolés du Nouveau Testament.

## Éléments biographiques
Dans la Tradition des chrétiens d'Orient, Aristarque serait l'un des septante disciples, mentionnés dans l'Évangile selon Luc, envoyés par Jésus pour répandre la Bonne Nouvelle. Il aurait ainsi compté parmi les cent-vingt disciples, présents le jour de la Pentecôte, pour y recevoir l'Esprit saint.
Plus tard, Aristarque accompagna Saint Paul lors de son troisième voyage missionnaire. Avec Gaïus, un autre Macédonien, Aristarque fut pris à partie par la foule à Éphèse et traîné dans l’amphithéâtre. Par la suite il suivit Paul pour aller de Grèce en Asie. À Césarée, il s’embarqua avec Paul sur un navire d’Adramyttium en partance pour Myra en Lycie ; la Bible ne dit pas s’il a poursuivi le voyage avec l’apôtre jusqu’à Rome.
D’Aristarque, Paul dit encore qu’il est « un collaborateur », « en prison avec moi ». Selon la Tradition, il aurait été évêque de Thessalonique, et d’après les Chrétiens d’Orient, il aurait été auparavant évêque d'Apamée en Syrie.
Aristarque fils d’Aristarque, archonte de Thessalonique (vers 39-38 av. J.-C.) ne fait peut-être qu’un avec l’Aristarque du Nouveau Testament,.

## Célébration liturgique
Il est fêté comme saint et martyr le 14 avril en Orient et le 4 août en occident.

### Liens
- Notices d'autorité :   - VIAF
  - GND